# 台灣手搖茶業者政治表態事件
台灣手搖茶業者政治表態事件，又被稱作手搖飲之亂、中國大陆网友抵制港台奶茶事件。是自2019年8月初起，因香港反對逃犯條例修訂草案運動導致部分在香港或中國大陸擁有據點的臺灣手搖茶飲業者，進行關於是否認同該運動的政治表態，而在臺灣社會引起的一連串爭議事件。

## 過程
- 2019年8月5日，時值香港反對逃犯條例修訂草案運動衝突不斷。同日，香港抗議人士發起「三罷行動」，而網路流傳一芳水果茶的香港加盟門市張貼「與香港人同行」的店休說明。一芳水果茶支持香港“三罢”的举措引起大陆网友热议。与此同时，CoCo都可，一点点，贡茶等奶茶品牌将台湾与中国并列引起大陆网友不满。[來源請求]
- 8月5日，一芳水果茶的中國大陸營運商「上海墨印餐饮管理有限公司」使用「一芳台灣水果茶」名稱於官方微博帳號發表「堅決維護一國兩制，反對暴力罷工」等相關公告，引發部份台灣網友的不滿[1][2]。
- 8月5日晚，一芳水果茶在台灣部分縣市的加盟店發表聯合聲明，宣稱其不認同微博上的聲明[3]。而位於香港代理一芳水果茶的代理商則出面澄清，稱其並未使用新浪微博[4]，上海公司微博言論爭議造成台灣多家手搖茶飲業者，被網友掀出也做了類似的政治表態。
- 8月6日，一芳在香港深水埗的分店遭到示威者塗污破壞，用噴漆將「一芳台灣水果茶」招牌改成「共芳支那水果茶」。[5]
- 8月8日，事态逐渐演变为大陆人对港台奶茶品牌的抵制活动。[6]也有网友认为奶茶店与反送中无直接关系，对抵制奶茶持反对态度。[7]也有部分大陆网友将港台奶茶店的作为上升至港独，台独级别，甚至上升至“辱华”层面，引起一定争议。[8]
- 8月6日~10日，台灣多家手搖飲料店如CoCo都可、一芳、貢茶、大苑子、85度C、迷客夏、鹿角巷、日出茶太、鮮芋仙、老虎堂、丸作食茶，也被爆出相繼在微博發表親中聲明，如喊出「中國台灣」、「支持一國兩制」，部分台灣網友不滿，批評「接力舔共」。也有人舉例數家未發表相關聲明的飲料業者，表示“只剩這幾家能喝了”[9][10][11]。

## 政府和政治人物回應
2019年8月11日，時任臺北市市長柯文哲回應表示「這是政治壓迫經濟的例子」，「人民如果連不表態的自由都沒有，這不是文明國家該有的現象」。臺北市議員邱威傑（呱吉）則在個人臉書回擊「不用去搞那麼嚴格的愛國審查啦」，強調自己無黨派，「什麼台派的稱號我不屑」，「我做的事都是看我的良心」。